# Groton (Connecticut)
Groton é uma cidade localizada no estado americano de Connecticut, no Condado de New London.

## Demografia
Segundo o censo americano de 2000, a sua população era de 10.010 habitantes.
Em 2006, foi estimada uma população de 9311, um decréscimo de 699 (-7.0%).

## Geografia
De acordo com o United States Census Bureau tem uma área de
17,5 km², dos quais 8,3 km² cobertos por terra e 9,2 km² cobertos por água.

## Localidades na vizinhança
O diagrama seguinte representa as localidades num raio de 8 km ao redor de Groton.